# Cristianizzazione dei Germani

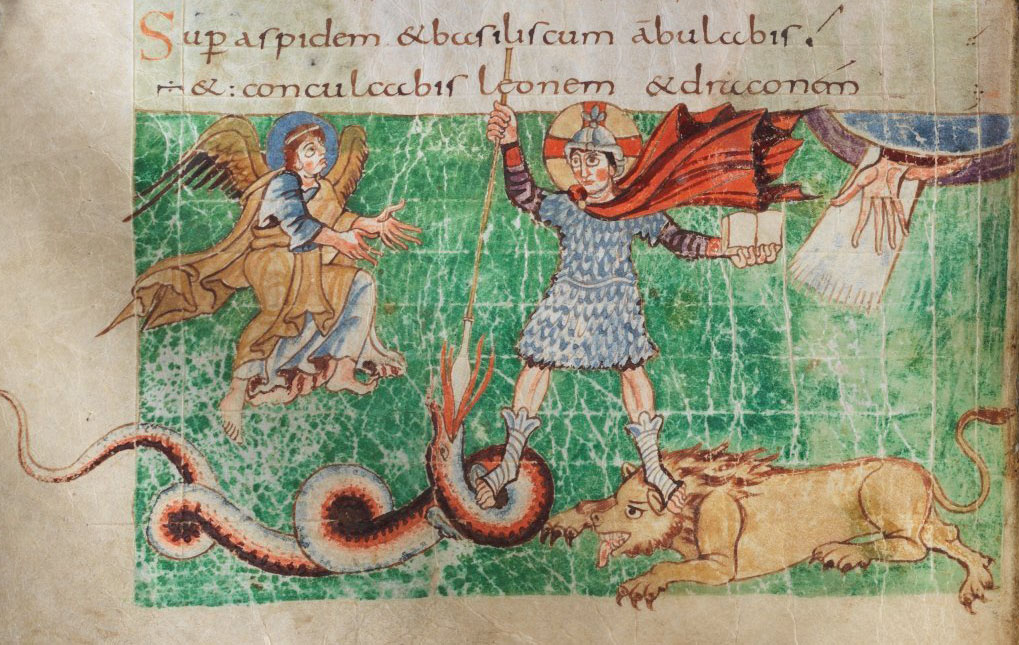
Immagine del IX secolo raffigurante Cristo nei panni di guerriero eroico (Salterio di Stoccarda, foglio 23, illustrazione del Salmo 91, versetto 13).

La cristianizzazione dei popoli germanici fu un processo di conversione al cristianesimo a cui i Germani aderirono gradualmente nel corso della tarda antichità e dell'Alto Medioevo. A partire dall'VIII secolo buona parte della Britannia e dei territori continentali ad est del Reno passarono al cristianesimo e, dal 1100, il paganesimo germanico smise di avere influenza politica in Scandinavia.

## Storia
Nel IV secolo i primi processi di cristianizzazione di vari popoli germanici vennero parzialmente facilitati dal prestigio dell'Impero romano, dove il cristianesimo era divenuto religio licita nel 313. Fino al declino dell'Impero, le tribù germaniche che erano migrate (con l'eccezione di Sassoni, Franchi e Longobardi) si convertirono al cristianesimo. Molti di loro, soprattutto Goti e Vandali, adottarono l'Arianesimo al posto del culto della Trinità espresso nel noto Credo, approvato al Concilio di Nicea (325). La crescita graduale della cristianità germanica fu dovuta ad una scelta volontaria, che si verificò in particolare tra i gruppi associati al dominio romano. A partire dal VI secolo le tribù germaniche vennero convertite (e ri-convertite) grazie all'evangelizzazione dei missionari.
Molti Goti si convertirono al cristianesimo nonostante non facessero parte dell'Impero. Molte altre tribù invece fecero il passaggio nel momento in cui si insediarono all'interno del territorio romano, e molti Franchi ed Anglosassoni lo fecero in ritardo di qualche generazione. Nei secoli che seguirono la caduta dell'Impero romano, con la divisione della Chiesa in diocesi leali al patriarca di Roma ad Occidente ed altre leali ai patriarchi d'Oriente, molti popoli germanici (tranne i Goti di Crimea e pochi altri gruppi orientali) lentamente divennero alleati della Chiesa Occidentale, in particolare grazie al regno di Carlo Magno.

### Goti
Nel III secolo i Germani orientali migrarono in Scizia. Cultura ed identità gotiche presero forma da varie influenze germaniche, locali e romane. Durante lo stesso periodo i predoni Goti catturarono alcuni romani, tra cui numerosi cristiani. Avvenne anche il contrario, cioè incursori romani catturarono prigionieri goti.
Wulfila o Ulfila fu il figlio di prigionieri cristiani catturati a Sadagolthina in Cappadocia. Nel 337 (o nel 341), Wulfila divenne il primo vescovo dei Goti. A partire dal 348, un re (reikos) dei goti pagani iniziò a perseguitare i Goti cristiani, mentre Wulfila e molti altri cristiani fuggirono in Mesia (l'attuale Bulgaria) all'interno del territorio romano. Tra gli altri cristiani si ricordano Wereka, Batwin, e Saba, martirizzato nelle successive persecuzioni.
Tra il 348 ed il 383 Wulfila tradusse la Bibbia in lingua gotica. Mentre molti cristiani ariani d'occidente usavano la lingua autoctona, in questo caso vennero usati gotico e latino, come erano soliti fare i cristiani delle province romane orientali. Gli occidentali usavano il latino.

### Franchi ed Alemanni

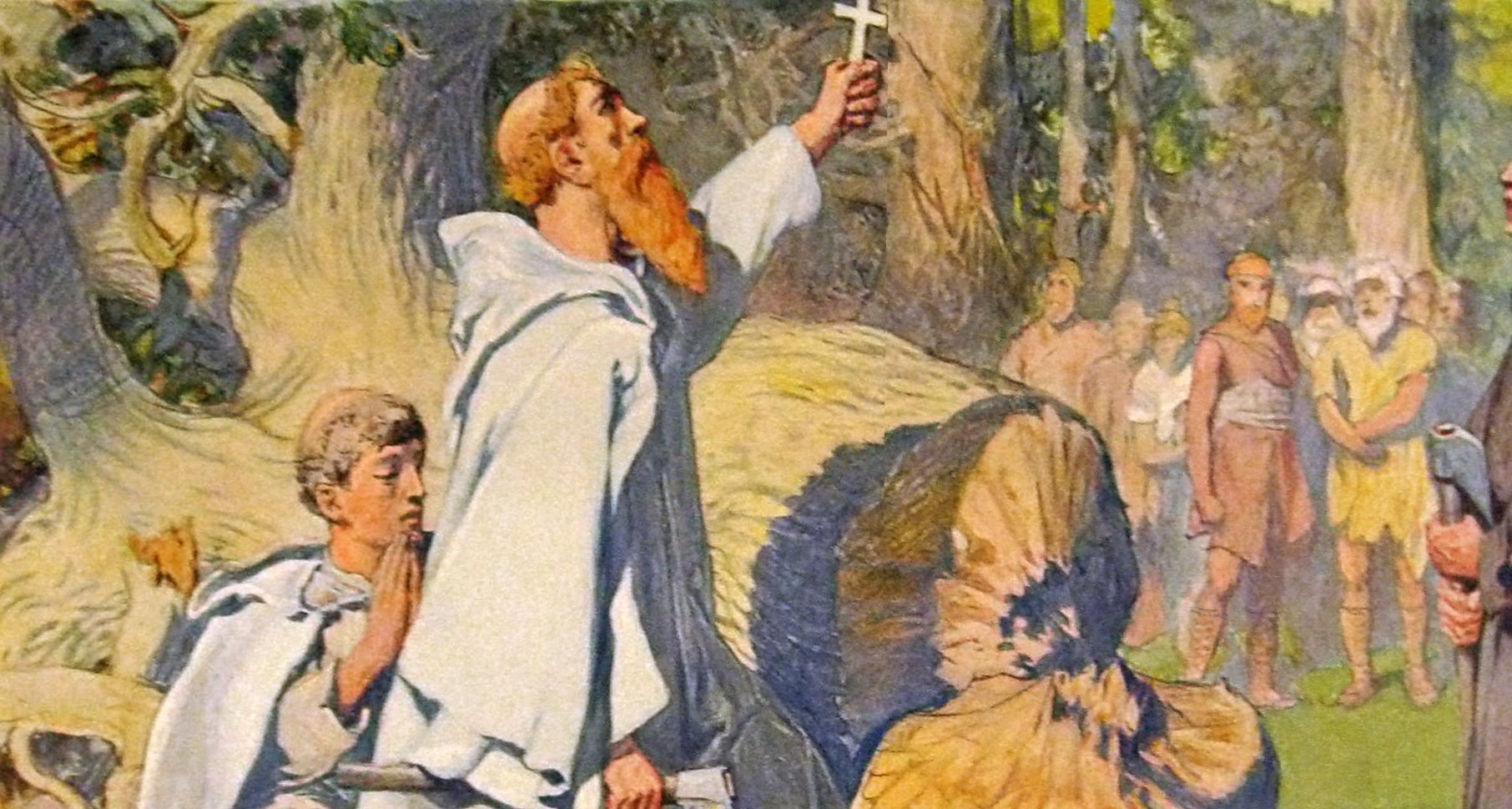
San Bonifacio mostra il suo crocifisso dopo aver abbattuto l'Albero di Thor

I Franchi e la loro dinastia regnante, i Merovingi, furono il primo popolo a convertirsi direttamente dal paganesimo al cattolicesimo. Stabilitisi in Gallia a partire dal III secolo, il giorno di Natale del 498 re Clodoveo I si convertì alla fede cattolica (Credo niceno) dopo la vittoria nella battaglia di Tolbiac, e si fece battezzare nell'abbazia di Saint-Remi, a Reims. Questo evento fu interamente descritto da Gregorio di Tours.
Gli Alemanni divennero cristiani solo in seguito ad un periodo di sincretismo durante il VII secolo, assorbendo gradualmente la nuova religione dei Merovingi.
Nell'VIII secolo i Franchi divennero i testimoni della cattolicità nell'Europa occidentale, combattendo anche guerre in suo nome contro i cristiani ariani, gli invasori islamici ed i pagani germanici, quali Sassoni e Frisoni. Fino al 1066, quando i Danesi persero i loro possedimenti in Britannia, l'evangelizzazione in Germania venne portata avanti dai missionari Sassoni, con successi alternati a sconfitte. Un evento chiave fu l'abbattimento dell'Albero di Thor nei pressi di Fritzlar, avvenuto per mano di Bonifacio, apostolo dei Germani, nel 723.
Alla fine la conversione venne imposta da una forza armata, ed in seguito completata da Carlo Magno re dei Franchi con una serie di campagne (le guerre sassoni), iniziata nel 772 con la distruzione dell'Irminsul e terminate con la sconfitta e l'uccisione dei capi sassoni nel massacro di Verden del 787, cui seguì la sottomissione dell'intero popolo.

### Inghilterra
La Gran Bretagna era stata cristianizzata a partire dal IV secolo. Ma l'invasione di Angli, Sassoni, Juti e Frisoni portò alla scomparsa della Chiesa britanna, tranne che in Galles e in Scozia.

La cristianizzazione dei popoli germanici dell'Eptarchia anglosassone iniziò attorno al 600, promossa dalla chiesa di Roma da sud-est (Bretagna) e dalla prima missione in terra irlandese/scozzese da nord-ovest. Il primo arcivescovo di Canterbury, Agostino, ebbe l'incarico nel 597. L'ultimo re pagano degli Anglosassoni, Arwald, venne ucciso nel 686.

### Scandinavia
La Scandinavia fu l'ultima regione dell'Europa germanica ad essere convertita, e fu anche la più restia ad accettare la nuova religione. A partire dall'Alto Medioevo, i territori dell'Europa settentrionale vennero gradualmente convertiti al cristianesimo per mano dei capi germanici; furono trasformati in stati-nazione sotto il controllo della chiesa, culminando con le crociate del Nord.
In seguito i nobili Germani e scandinavi estesero il proprio potere soggiogando Finnici, Sami, Balti ed alcuni popoli Slavi.

## Caratteristiche
Il battesimo di Clodoveo non fu importante solo per il suo immenso impatto sulla storia d'Europa, ma merita un'analisi più approfondita. Può essere utile anche per evidenziare due importanti caratteristiche della cristianizzazione dell'Europa. La moglie di Clodoveo I, Clotilde, fu cattolica e sostenne un ruolo di primo piano nella conversione del marito. Molto prima del proprio battesimo, Clodoveo permise che i figli venissero battezzati. Il motivo della conversione di Clodoveo fu l'aiuto spirituale ricevuto da Cristo in battaglia. Durante la battaglia di Tolbiac si trovò in difficoltà, e si mise a pregare Cristo. Clodoveo ne uscì vittorioso, e venne introdotto al cristianesimo da Remigio di Reims.
Il fatto che un comandante in capo attribuisca il proprio successo al Dio cristiano è un motivo ricorrente fin dalla svolta costantiniana. Nonostante il Nuovo Testamento non dica che Cristo possa concedere aiuto in battaglia, la croce cristiana è nota per essere un trofeo a cui assegnare una vittoria fin da Costantino I e dalla Battaglia di Ponte Milvio.
Il fatto che un pagano come Clodoveo possa chiedere aiuto a Cristo, mostra anche il polimorfismo del paganesimo germanico. Nella tradizione politeistica germanica, se Odino ha fallito, si può provare con Cristo. Il sentimento cristiano di esclusività religiosa, come indicato nel primo comandamento, era sconosciuto ai pagani. Come risultato, i pagani divennero pragmatici e quasi utilitari nelle loro decisioni in campo religioso. Un buon esempio è rappresentato dalla presenza di numerosi martelli di Thor con incise croci, usati come amuleti, che gli archeologi rinvennero in Scandinavia. Perché limitarsi alle grazie di un Dio, se puoi averne due in uno? Un altro ottimo esempio avvenne durante il secondo viaggio di Sant'Oscar a Birka: gli abitanti locali richiesero un prete pagano, visto che non volevano adorare il Dio cristiano. Se non fossero stati sufficienti i propri dei, avrebbero dovuto elevare allo stato di Dio uno dei propri re morti, ovvero Erik.
Il battesimo di Clodoveo evidenzia anche il ruolo sacro del re germanico. Non era solo un potere politico, ma era anche a capo della religione. Era considerato di origini divine, era a capo del culto e responsabile della fertilità del terreno e delle vittorie in battaglia. Proprio per questo motivo, la conversione del loro capo ebbe una forte influenza sul popolo. Se aveva deciso di adottare la religione cristiana, doveva essere una buona cosa anche per loro.
A differenza della cristianità nell'Impero romano, la conversione delle tribù germaniche ebbe un'espansione dall'alto al basso, coinvolgendo prima i livelli alti della gerarchia sociale.
I primi accenni di cristianità germanica vennero presentati come alternativa al paganesimo germanico e gli elementi vennero sincretizzati, ad esempio parallelizzando le esistenze di Woden e di Cristo. Un'ottima rappresentazione di questa tendenza si trova nel poema anglosassone Dream of the Rood, in cui Gesù incarna il modello eroico di un guerriero germanico, che affronta temerario la propria morte, quasi impaziente. La Croce, parlando come se si trattasse di un servitore di Cristo, accetta il proprio destino mentre guarda il suo Creatore che muore, spiegando che la morte di Cristo non è una sconfitta, ma una vittoria. Questo fatto corrisponde agli ideali pagani germanici di fedeltà ad un signore. Questo parallelo tra cristianesimo e nobiltà germanica è percettibile anche nel Sacro Romano Impero Germanico dell'Alto Medioevo, e la divisione con la Chiesa romana fu nascosta nella lotta di potere tra imperatore e Papa, conosciuta anche come lotta per le investiture.
A partire dal XVI secolo la tensione esplose nella riforma protestante.

## Serie cronologica dei missionari
Il seguente elenco comprende i missionari cristiani che operarono presso i popoli germanici:
presso i Goti
- Ulfila (Goto, 341-383)

presso gli Alemanni
- Fridolino di Säckingen
- San Colombano abate (irlandese, VI secolo)
  - San Gallo

presso gli Anglosassoni
- Liudhard di Canterbury (VI secolo)
- Agostino di Canterbury (597-604)
  - San Lorenzo di Canterbury
  - San Mellito
  - San Giusto
- Chad di Mercia (VII secolo)
- Sant'Onorio (VII secolo)
- Sant'Aidan (VII secolo)

presso i Franchi
- Trudperto (irlandese, VII secolo)
- San Rombaldo
- San Bonifacio (inglese, VIII secolo)
  - Santa Valpurga, san Villibaldo e san Vunibaldo di Heidenheim (fratelli inglesi che aiutarono San Bonifacio)
- San Wilfried
- San Villibrordo
- Villeado di Brema
- san Lebuino
- san Ludgero
- Sant'Ewald
- San Suitbert di Kaiserswerth
- San Pirmin (VIII secolo)
- Carlo Magno

presso i Bavari
- Corbiniano (VIII secolo)

in Scandinavia
- Sant'Oscar (IX secolo)
- Adamo da Brema (XI secolo)